# Skaldjursförgiftning
Skaldjursförgiftning orsakas av mikroorganismer som producerar toxiner som ackumulerats specifikt i skaldjur som musslor och ostron . 
Detta kan bland annat orsakas från mikroalger exempelvis växtplankton såsom dinoflagellater, kiselalger och cyanobakterier, som skaldjuren äter genom att filtrera vattnet omkring sig. Algerna är inte direkt giftiga för skaldjur men toxinerna lagras och ackumuleras i skaldjurens vävnad och kan i sin tur orsaka en förgiftning högre upp i näringskedjan, exempelvis hos människan eller sjöfåglar.
Det finns fyra olika typer av skaldjursförgiftning som oftast förknippas med musslor och ostron:

- Amnesisk skaldjursförgiftning (ASP, Amnesic shellfish poisoning)
- Paralytisk skaldjursförgiftning (PSP, Paralytic shellfish poisoning)
- Diarretisk skaldjursförgiftning (DSP, Diarrhetic shellfish poisoning)
- Neurologisk skaldjursförgiftning (NSP, neurologic shellfish poisoning)